# ATP8B1
ATP8B1 (англ. ATPase phospholipid transporting 8B1) — фермент, продукт гена человека ATP8B1. Белок связан с развитием таких заболеваний, как прогрессирующий наследственный внутрипечёночный холестаз 1-го типа и доброкачественный рецидивирующий внутрипечёночный холестаз.

## Локализация и функции
ATP8B1 относится к АТФазам P-типа и входит в подсемейство аминофосфолипид-переносящих АТФаз. Аминофосфолипид-переносящие ферменты транспортируют фосфатидилсерин и фосфатидилэтаноламин с одной стороны бислоя мембраны на другой. ATP8B1 является каталитической субъединицей флиппазного комплекса, которая катализирует гидролиз АТФ, сопряжённый с переносом фосфолипида с внешней стороны фосфолипидного бислоя мембраны на внутреннюю. 
Белок экспрессирован в тонком кишечнике, желудке и предстательной железе, а также в холангиоцитах и на мембране каналец в гепатоцитах печени.